# De Hathaways: Een geestige familie
De Hathaways: Een geestige familie (oorspronkelijke titel: The Haunted Hathaways) is een sitcom op Nickelodeon.

## Thema en geschiedenis
De serie draait om twee families: een normale familie (de Hathaways) en een familie van spoken (de Prestons) die samen in een huis wonen.
De serie begon in de VS op 13 juli 2013 en in Nederland en Vlaanderen op 1 december 2013. Op 21 oktober werd de serie vernieuwd voor een tweede seizoen en seizoen 2 begon in de VS op 28 juni 2014. De intro heet "Een geestig groot gezin" (Engelse versie: The Haunted Hathaways). In 2014 en 2015 werd acteur Benjamin Flores genomineerd voor een Kids' Choice Award.

## Rolbezetting
| Acteur              | Personage         | Nederlandse stem      |
| ------------------- | ----------------- | --------------------- |
| Amber Montana       | Taylor Hathaway   | Vajèn van den Bosch   |
| Curtis Harris       | Miles Preston     |                       |
| Benjamin Flores Jr. | Louie Preston     | Noaquin Mandias       |
| Breanna Yde         | Frankie Hathaway  | Venna van den Bosch   |
| Ginifer King        | Michelle Hathaway | Jantine van den Bosch |
| Chico Benymon       | Ray Preston       |                       |

## Afleveringen
| Seizoen | Afleveringen | Uitzendingen VS | Uitzendingen VS | Uitzendingen NL | Uitzendingen NL |
| Seizoen | Afleveringen | Start           | Einde           | Start           | Einde           |
| ------- | ------------ | --------------- | --------------- | --------------- | --------------- |
| 1       | 26           | 13 juli 2013    | 31 mei 2014     | 1 december 2013 | 2014            |
| 2       | 22           | 28 juni 2014    | 5 maart 2015    | 2014            | oktober 2015    |

### Seizoen 1
1. Pilot
2. Haunted Sleepover
3. Haunted Science Fair
4. Haunted Kids
5. Haunted Volleyball
6. Haunted Babysitter
7. Haunted Doll
8. Haunted Dog
9. Haunted Play
10. Haunted Interview
11. Haunted Halloween
12. Haunted Principal
13. Haunted Cookie Jar
14. Haunted Camping
15. Haunted Boat
16. Haunted Bakery
17. Haunted Brothers
18. Haunted Prank
19. Haunted Crushing
20. Haunted Visitor
21. Haunted Secret Agent
22. Haunted Bowling Alley
23. Haunted Boo Crew
24. Haunted Duel
25. Haunted Viking
26. Haunted Voodoo

### Seizoen 2
1. Haunted Newbie
2. Haunted Revenge
3. Mostly Ghostly Girl, Part 1
4. Mostly Ghostly Girl, Part 2
5. Haunted Heartthrob
6. Haunted Besties
7. Haunted Mind Games
8. Haunted Telescope
9. Haunted Rapper
10. Haunted Thundermans (Crossover met De Thundermans)
11. Haunted Secret
12. Haunted Whodunnit
13. Haunted Mascot
14. Haunted Charm School
15. Haunted Temptation
16. Haunted Date
17. Haunted Toy Store
18. Haunted Mentor
19. Haunted Ghost Tour
20. Haunted Surprise
21. Haunted Swamp
22. Haunted Family